# Vela nos Jogos Olímpicos de Verão de 1984 - Star
As provas da classe Star da vela nos Jogos Olímpicos de Verão de 1984 ocorreram entre 31 de julho e 8 de agosto daquele ano em Long Beach, no condado de Los Angeles, nos Estados Unidos. O programa compunha sete regatas. Para esta classe, houve 38 velejadores de 19 nações inscritas.

## Medalhistas
A dupla estadunidense William Earl Buchan e Steven Erickson finalizou a competição em primeiro lugar, tendo vencido duas das sete regatas, e conquistou a medalha de ouro. A prata firmou-se com os alemães Joachim Griese e Michael Marcour. Por fim, a medalha de bronze ficou com Giorgio Gorla e Alfio Peraboni, da Itália.
|  | USA Estados Unidos                  |  | FRG Alemanha Ocidental         |  | ITA Itália                   |
|  | William Earl Buchan Steven Erickson |  | Joachim Griese Michael Marcour |  | Giorgio Gorla Alfio Peraboni |

## Resultados
Estes foram os resultados da competição:
| Pos.              | Tripulação                                       | Regata I | Regata I | Regata II | Regata II | Regata III | Regata III | Regata IV | Regata IV | Regata V | Regata V | Regata VI | Regata VI | Regata VII | Regata VII | Total | Total -1 |
| Pos.              | Tripulação                                       | Pts.     | Pos.     | Pts.      | Pos.      | Pts.       | Pos.       | Pts.      | Pos.      | Pts.     | Pos.     | Pts.      | Pos.      | Pts.       | Pos.       | Total | Total -1 |
| ----------------- | ------------------------------------------------ | -------- | -------- | --------- | --------- | ---------- | ---------- | --------- | --------- | -------- | -------- | --------- | --------- | ---------- | ---------- | ----- | -------- |
| Medalha de ouro   | USA William Earl Buchan e Steven Erickson        | 1        | 0.0      | 9         | 15.0      | RET        | 26.0       | 2         | 3.0       | 6        | 11.7     | 1         | 0.0       | 1          | 0.0        | 55.7  | 29.7     |
| Medalha de prata  | FRG Joachim Griese e Michael Marcour             | PMS      | 26.0     | 4         | 8.0       | 4          | 8.0        | 6         | 11.7      | 1        | 0.0      | 4         | 8.0       | 3          | 5.7        | 67.4  | 41.4     |
| Medalha de bronze | ITA Giorgio Gorla e Alfio Peraboni               | 3        | 5.7      | 6         | 11.7      | 3          | 5.7        | 7         | 13.0      | 3        | 5.7      | 2         | 3.0       | 6          | 11.7       | 56.5  | 43.5     |
| 4                 | SWE Kent Carlson e Henrik Eyermann               | 4        | 8.0      | 2         | 3.0       | 2          | 3.0        | 4         | 8.0       | 8        | 14.0     | 6         | 11.7      | 5          | 10.0       | 57.7  | 43.7     |
| 5                 | AUT Hubert Raudaschl e Karl Ferstl               | 6        | 11.7     | 13        | 19.0      | 1          | 0.0        | 11        | 17.0      | 10       | 16.0     | 3         | 5.7       | 2          | 3.0        | 72.4  | 53.4     |
| 6                 | GRE Ilias Hatzipavlis e Leonidas Pelekanakis     | 2        | 3.0      | 1         | 0.0       | 11         | 17.0       | 13        | 19.0      | 11       | 17.0     | 10        | 16.0      | 8          | 14.0       | 86.0  | 67.0     |
| 7                 | ESP Antonio Gorostegui e José Luis Doreste       | 8        | 14.0     | 14        | 20.0      | 10         | 16.0       | 5         | 10.0      | 4        | 8.0      | 7         | 13.0      | 7          | 13.0       | 94.0  | 74.0     |
| 8                 | NED Boudewijn Binkhorst e Willem van Walt Meijer | RET      | 26.0     | 7         | 13.0      | YMP        | 19.0       | 1         | 0.0       | 2        | 3.0      | DSQ       | 26.0      | 9          | 15.0       | 102.0 | 76.0     |
| 9                 | GBR Iain Woolward e John Maddocks                | 5        | 10.0     | 12        | 18.0      | 8          | 14.0       | 17        | 23.0      | 12       | 18.0     | 5         | 10.0      | 4          | 8.0        | 101.0 | 78.0     |
| 10                | BAH Steven Kelly e Montague Higgs                | 11       | 17.0     | 16        | 22.0      | 6          | 11.7       | 3         | 5.7       | 7        | 13.0     | 11        | 17.0      | 11         | 17.0       | 103.4 | 81.4     |
| 11                | AUS Colin Beashel e Richard Coxon                | RET      | 26.0     | 3         | 5.7       | 5          | 10.0       | 12        | 18.0      | 9        | 15.0     | 8         | 14.0      | 13         | 19.0       | 107.7 | 81.7     |
| 12                | BRA Eduardo Ramos e Roberto Souza                | 9        | 15.0     | 8         | 14.0      | 7          | 13.0       | 9         | 15.0      | 5        | 10.0     | 9         | 15.0      | 12         | 18.0       | 100.0 | 82.0     |
| 13                | CAN Lawrence Lemieux e Witold Gesing             | 7        | 13.0     | 5         | 10.0      | 14         | 20.0       | 8         | 14.0      | 13       | 19.0     | DNF       | 26.0      | 10         | 16.0       | 118.0 | 92.0     |
| 14                | SUI Josef Steinmayer e Reto Heilig               | 10       | 16.0     | 15        | 21.0      | 9          | 15.0       | 10        | 16.0      | 15       | 21.0     | 12        | 18.0      | 14         | 20.0       | 127.0 | 106.0    |
| 15                | VEN John Drew-Bear e Christian Flebbe            | 12       | 18.0     | 10        | 16.0      | 12         | 18.0       | 14        | 20.0      | 17       | 23.0     | 13        | 19.0      | DNF        | 26.0       | 140.0 | 114.0    |
| 16                | CHI Rodrigo Zuazola e Carlos Rossi               | 15       | 21.0     | 11        | 17.0      | 13         | 19.0       | 16        | 22.0      | 19       | 25.0     | 17        | 23.0      | 18         | 24.0       | 151.0 | 126.0    |
| 17                | POR António Correia e Henrique Anjos             | 13       | 19.0     | 19        | 25.0      | 15         | 21.0       | 18        | 24.0      | 14       | 20.0     | 16        | 22.0      | 16         | 22.0       | 153.0 | 128.0    |
| 18                | ISV John Foster Sr. e John Foster Jr.            | 14       | 20.0     | 17        | 23.0      | RET        | 26.0       | 15        | 21.0      | 16       | 22.0     | 15        | 21.0      | 17         | 23.0       | 156.0 | 130.0    |
| 19                | BAR Howard Palmer e Bruce Bayley                 | 16       | 22.0     | 18        | 24.0      | 16         | 22.0       | PMS       | 26.0      | 18       | 24.0     | 14        | 20.0      | 15         | 21.0       | 159.0 | 133.0    |

### Classificação diária

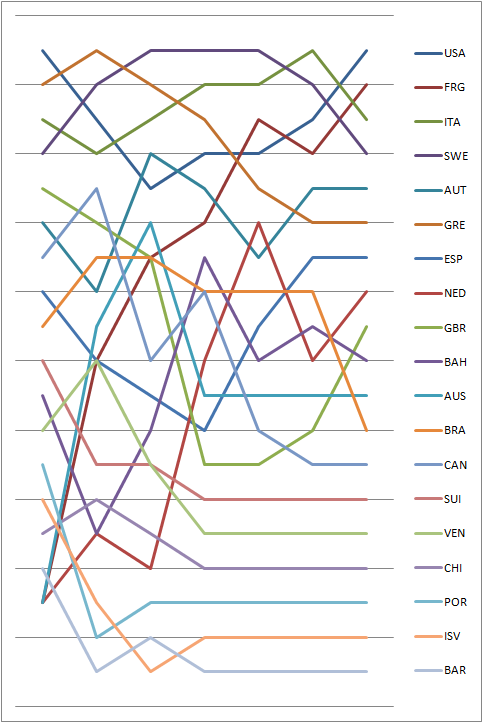
Gráfico mostrando a classificação diária na classe.